# (100870) 1998 HM78
(100870) 1998 HM78 es un asteroide perteneciente al cinturón de asteroides, región del sistema solar que se encuentra entre las órbitas de Marte y Júpiter, más concretamente a la familia de Herta, descubierto el 21 de abril de 1998 por el equipo del Lincoln Near-Earth Asteroid Research desde el Laboratorio Lincoln, Socorro, Nuevo México, Estados Unidos.

## Designación y nombre
Designado provisionalmente como 1998 HM78. 

## Características orbitales
1998 HM78 está situado a una distancia media del Sol de 2,344 ua, pudiendo alejarse hasta 2,694 ua y acercarse hasta 1,994 ua. Su excentricidad es 0,149 y la inclinación orbital 2,073 grados. Emplea 1311,29 días en completar una órbita alrededor del Sol.

## Características físicas
La magnitud absoluta de 1998 HM78 es 16,1. 